# Gaststätte Panorama

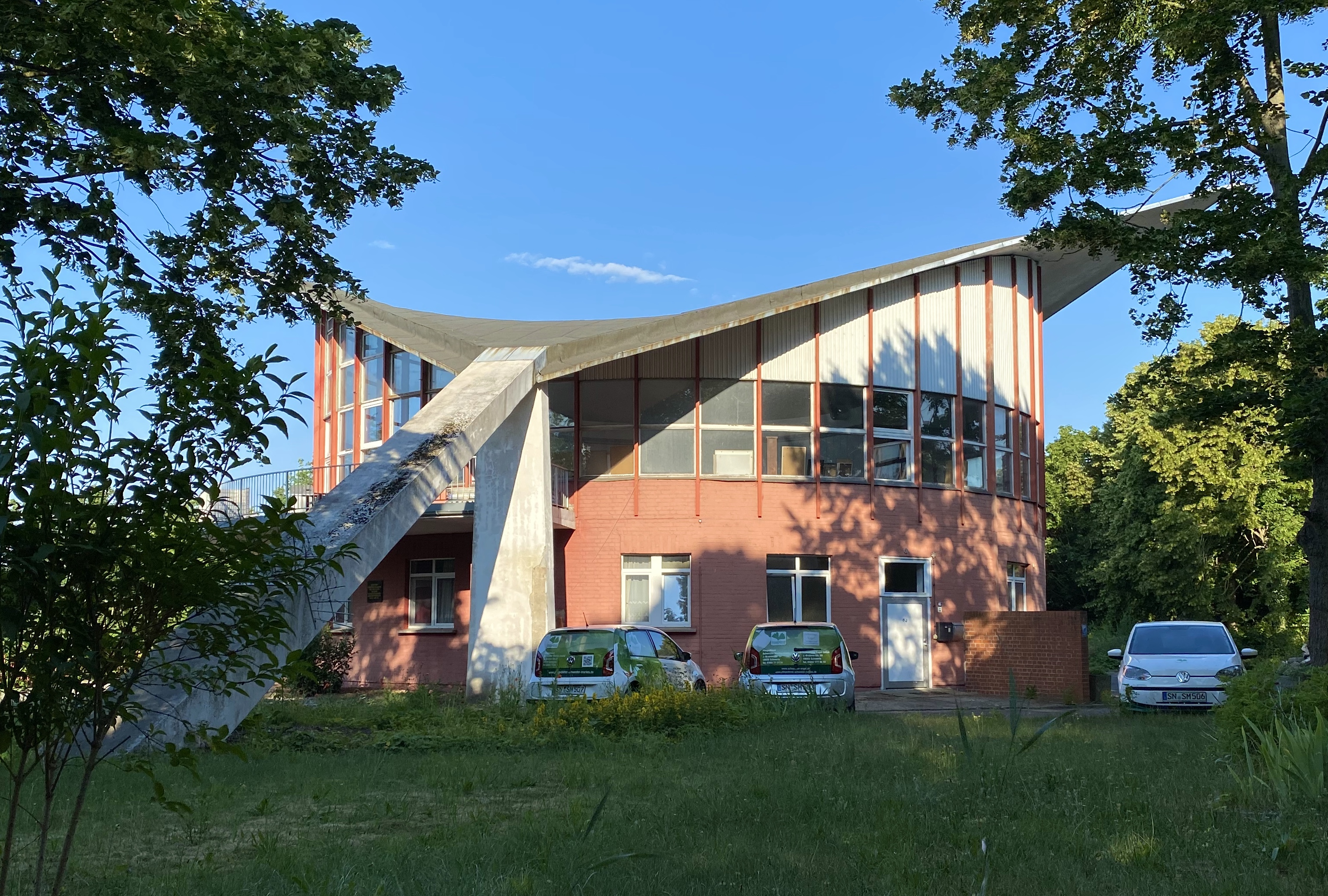
Hyparschale (2020)

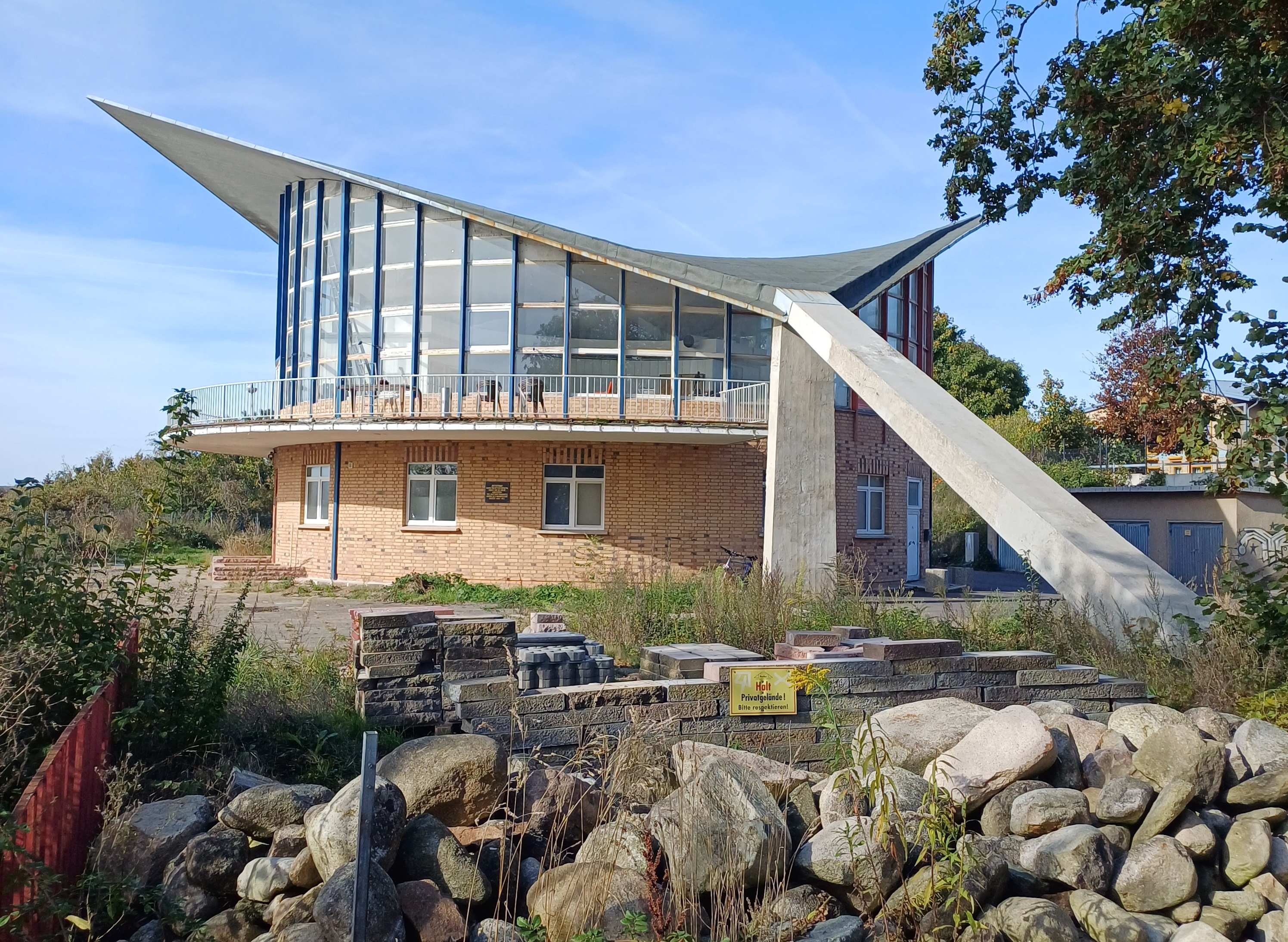
Hyparschale (2024)

Die ehemalige Gaststätte Panorama, heute auch Hyparschale Schwerin genannt, in der Weststadt, Johannes-Brahms-Straße 65 / Wittenburger Straße, ist als Gebäude ein Baudenkmal in Schwerin. Das Schalenbauwerk hat der Bauingenieur Ulrich Müther konstruiert und der Architekt Georg Schneider entworfen. Der Rundbau zählt zu den baugeschichtlich bedeutenden Bauten in der DDR.

## Geschichte
Das zweigeschossige Bauwerk wurde von 1969 bis 1972 auf einer kleinen Anhöhe errichtet, wodurch man einen Rundblick auf die Umgebung erhält. Es war als Gaststätte für die Sport- und Kongresshalle und für das Sportforum Lambrechtsgrund geplant und befindet sich jenseits der Wittenburger Straße.

Die frühere Gaststätte hatte zu Beginn um die 210 Plätze, 138 Gaststätten- und 68 Terrassenplätze, davon 30 im Erdgeschoss.
Im Sommer 1993 übernahm ein Pächter die Gaststätte als Chinarestaurant. Der Nachfolger gab dem Restaurant den Namen Jadepalast, das bis 2015 geführt wurde.
Im April 2018 kaufte der Berliner Galerist Stephan Schrör das Gebäude und wollte dort zunächst eine Gaststätte mit Kunstausstellungen und Musikveranstaltungen eröffnen. Die Baubehörde wollte diese Erweiterung nur mit einem Nutzungsänderungsantrag und den entsprechenden Umbauten genehmigen. Schließlich beschränkte sich der Eigentümer, der viele Details des ursprünglichen Aussehens enthusiastisch wiederherstellt, auf die Nutzung von Ausstellungen mit gelegentlichen Konzerten und Theateraufführungen.

## Konstruktion
Das markante Dach ist eine hyperbolische Paraboloidschale (Hyparschale oder HP-Schale). Es besteht aus einer regelmäßig doppelt-gekrümmten Fläche und ist selbsttragend. Das gebogene Spannbeton-Dach ist hier als Quadrat konzipiert und misst 20 × 20 Meter. Die Dachdicke beträgt nur 6,3 cm. Diese Konstruktion aus Spannbeton ist materialsparend gegenüber anderen Dachtragwerken und die Dachkrümmung erhöht die Knick- und Biegesteifigkeit.
Auf einem Betonfundament stehen der Keller und das runde Erdgeschoss mit gemauerten Außenwänden, das Obergeschoss wird südseitig von einer Terrasse umrundet. Ein Großteil der zylindrischen Fassade bestand ursprünglich aus Fenstern, die nachträglich im oberen Bereich verblendet wurden. Darüber wölbt sich das Dach, das von zwei seitlichen Spannseilbündeln gezogen wird. Diese zwei Spannseilstränge hält ein senkrechter Stahlbetonpfeiler darunter in stabiler Lage. Zur weiteren Stabilisierung sind die beiden Spannseilanker unterirdisch miteinander verbunden.
Die 1969 in Rostock-Südstadt errichtete Gaststätte Kosmos als 2-geschossiger Zylinderbau mit quadratischer Hypar-Dachschale war das Modell für die Schweriner Ausführung.